# Французький канкан
«Французький канкан» (фр. French Cancan) — франко-італійський музичний фільм 1954 року, поставлений режисером Жаном Ренуаром після його повернення до Франції після вимушеної еміграції у 1940 році.

## Сюжет
Париж наприкінці XIX століття. Данглар (Жан Габен) управляє розкішним кабаре під назвою «Китайська Ширма», головна зірка якого — його коханка «Прекрасна Ігуменя» (Марія Фелікс). У Ніні (Франсуаза Арнуль), пралі з Монмартра, зарученої з булочником, Данглар виявляє несподівані здібності танцівниці. Він бачить в ній потенціал, який допоможе йому здійснити давню мрію: очолити популярний заклад, що приймає у своїх стінах не декілька десятків клієнтів, а сотні і навіть тисячі. Він викупляє «Білу Королеву» і будує на її місці «Мулен Руж», де збирається відродити старовинний канкан під новою і принаднішою назвою «Французький канкан».
Ніні разом з декількома десятками дівчат відвідує інтенсивні заняття з танців. Увага, яку Данглар приділяє Ніні, породжує ненависть в душі Прекрасної Ігумені. Під час візиту міністра на будмайданчик вона затіває бійку з Ніні. Данглар намагається їх розборонити і падає до ями. Через перелом він знерухомлений на сорок днів. Прекрасна Ігуменя, не лише запальна, але і мстива, за цей час готує помсту: її «серйозний коханець», замовник Данглара, виходить із справи, і Данглар, будучи не в змозі розплатитися по векселях, вставши на ноги, втрачає своє володіння. Проте молодий закордонний князь, шалено закоханий в Ніні, дає гроші на продовження робіт. Невтомна Прекрасна Ігуменя натякає йому що Ніні стала коханкою Данглара, і князь хоче застрелитися, проте залишається живий. Перед від'їздом до рідноє країни він вручає Данглару права на володіння ділянкою. «Мулен Руж» тріумфально відкриває перший сезон з повним комплектом з 82-х танцівниць канкану. Щоб закріпитися у світі розваг, Ніні вимушена назавжди розлучитися зі своїм нареченим. А Данглар, що відмовився присягнутися їй у вірності, оскільки вірність не узгоджується ні з його природою, ні з родом занять, продовжує шукати нові таланти.

## У ролях
| Жан Габен         | ···· | Данглар, імпресаріо                |
| Марія Фелікс      | ···· | Лола де Кастро «Прекрасна Ігуменя» |
| Франсуаза Арнуль  | ···· | Ніні                               |
| Жан-Роже Коссімон | ···· | барон Вальтер                      |
| Джанні Еспозіто   | ···· | князь Олександр                    |
| Філіп Клей        | ···· | Казимир                            |
| Мішель Пікколі    | ···· | Валоргей                           |
| Анна Амендола     | ···· | Естер Жорж                         |

| Дора Долл         | ···· | Теличка          |
| Жак Жуанно        | ···· | Бідон            |
| Жан Паредес       | ···· | Кудріє           |
| Жан-Марк Теннберг | ···· | Сават            |
| Едіт Піаф         | ···· | Ежені Бюффе      |
| Паташу            | ···· | Іветта Гільбер   |
| Макс Дальбан      | ···· | власник кав'ярні |
| Гастон Модо       | ···· | друг Данглара    |

## Додаткові факти
Жан Ренуар про фільм: 
|  | «Французький канкан уособлював для мене велике бажання зняти фільм, дуже французький по духу, який би зміг легко і зручно налагодити контакт, протягнути приємний на вигляд місток між мною і французькою публікою». |